# 太子橋今市站
34°43′53″N 135°33′18″E / 34.731381°N 135.554936°E
太子橋今市站（日语：／ Taishibashi-Imaichi eki */?）是位於日本大阪府大阪市旭區與守口市，屬於大阪市高速電氣軌道（大阪地下鐵）的鐵路車站。本站自2006年12月24日今里筋線開業後成為與谷町線的轉乘站。本站位於大阪市旭區，車站設施延伸至京阪本通1丁目交差點的地下東南與西南面，一半以上則位於守口市內（今里筋線的軌道與設施完全位於守口市內，旭區內只限西閘以西的設施）。此站的地面至今里筋線月台的深度達25.9公尺，是大阪地下鐵第3深的車站。

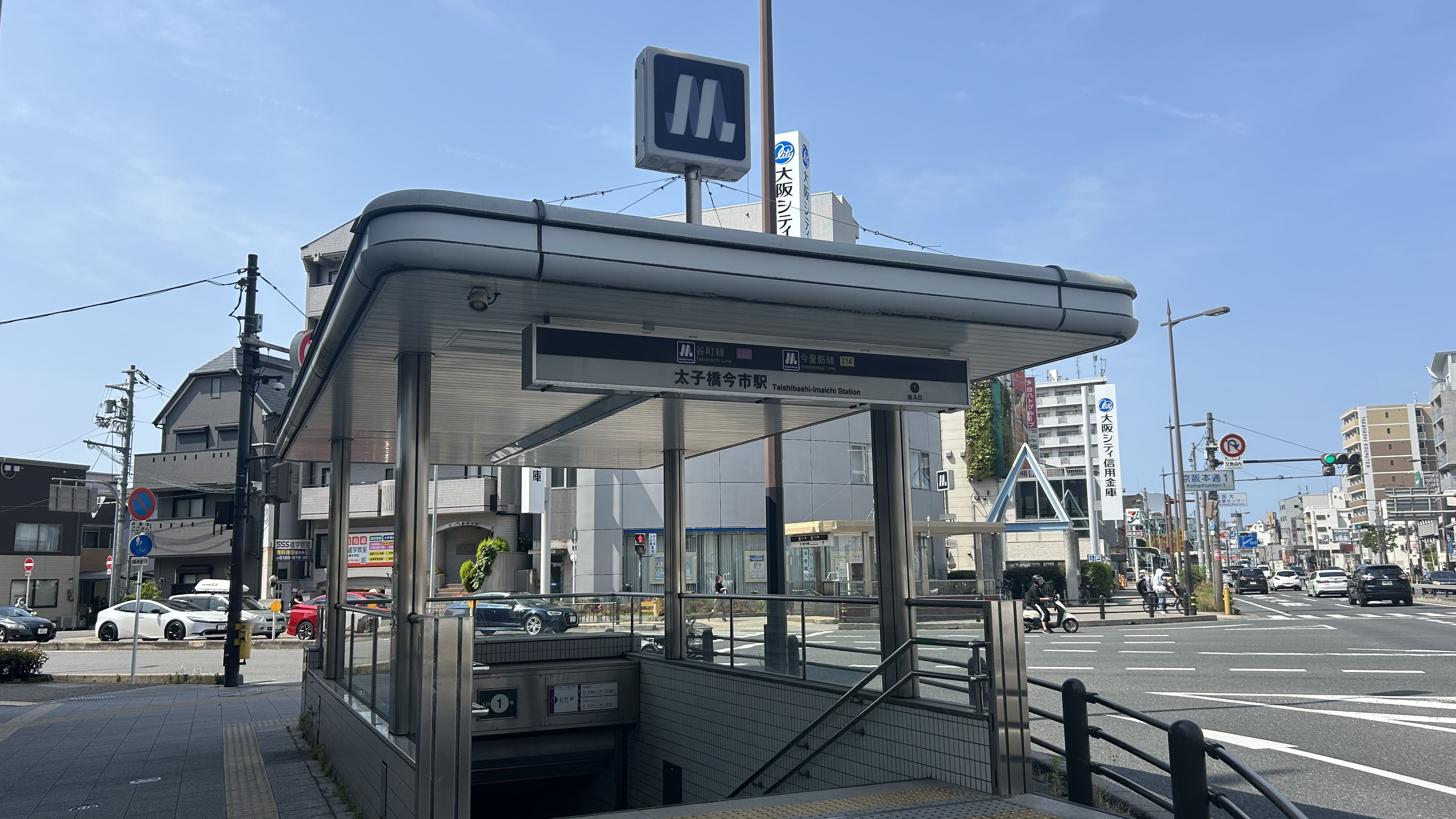
1號出入口(2024年5月)

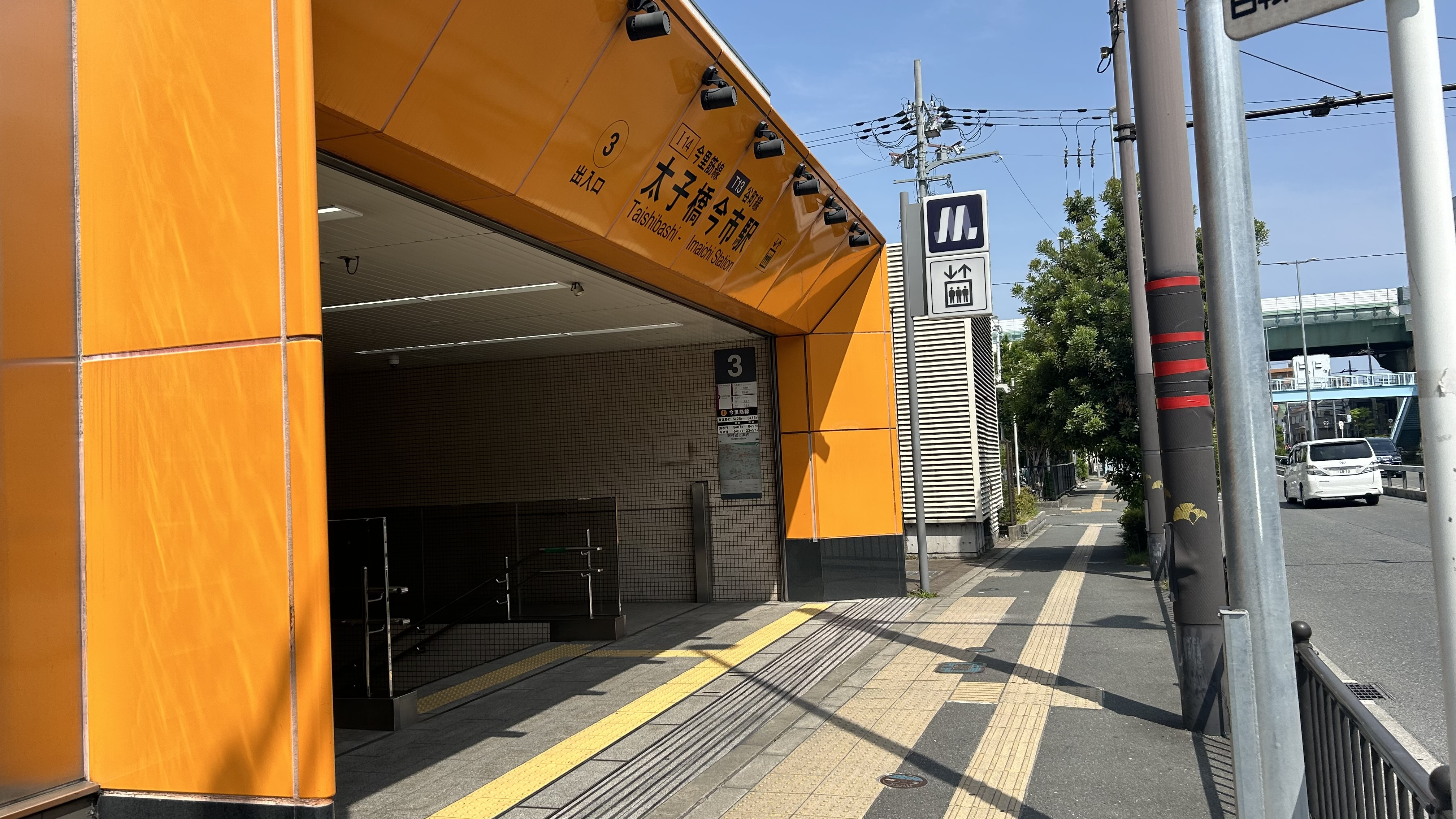
3號出入口(2024年5月)

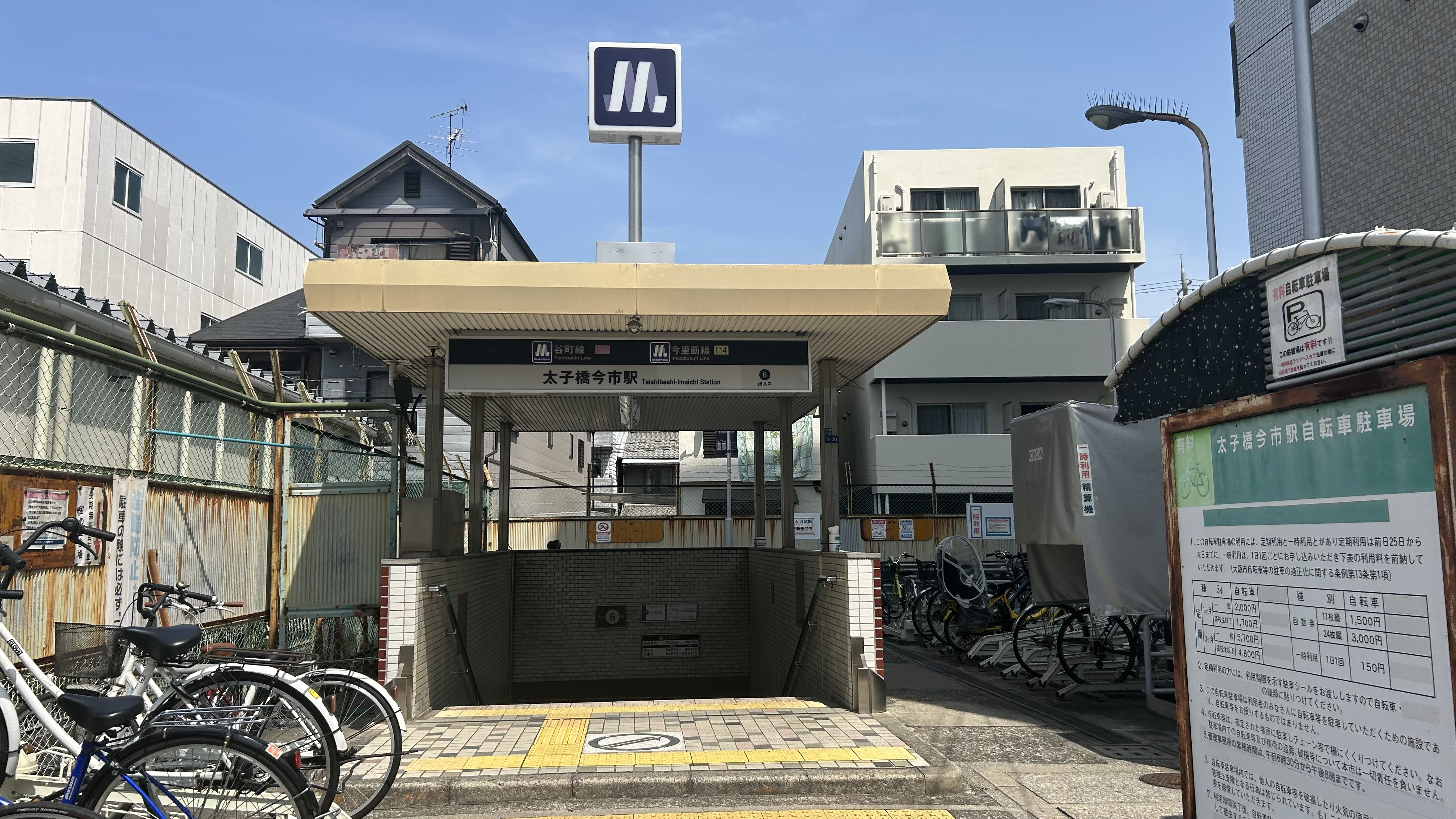
6號出入口(2024年5月)

## 車站構造

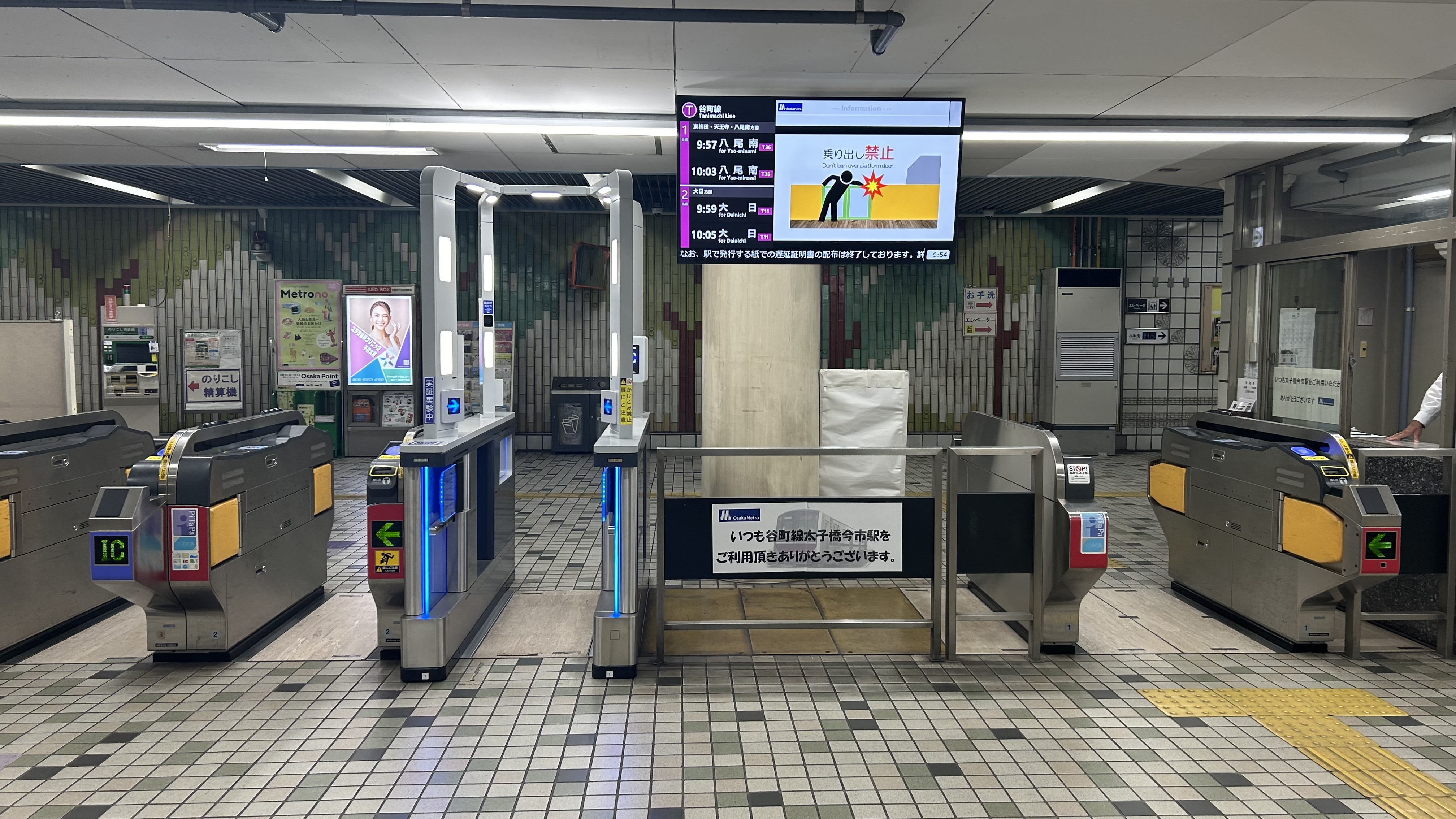
西驗票口(2024年5月)

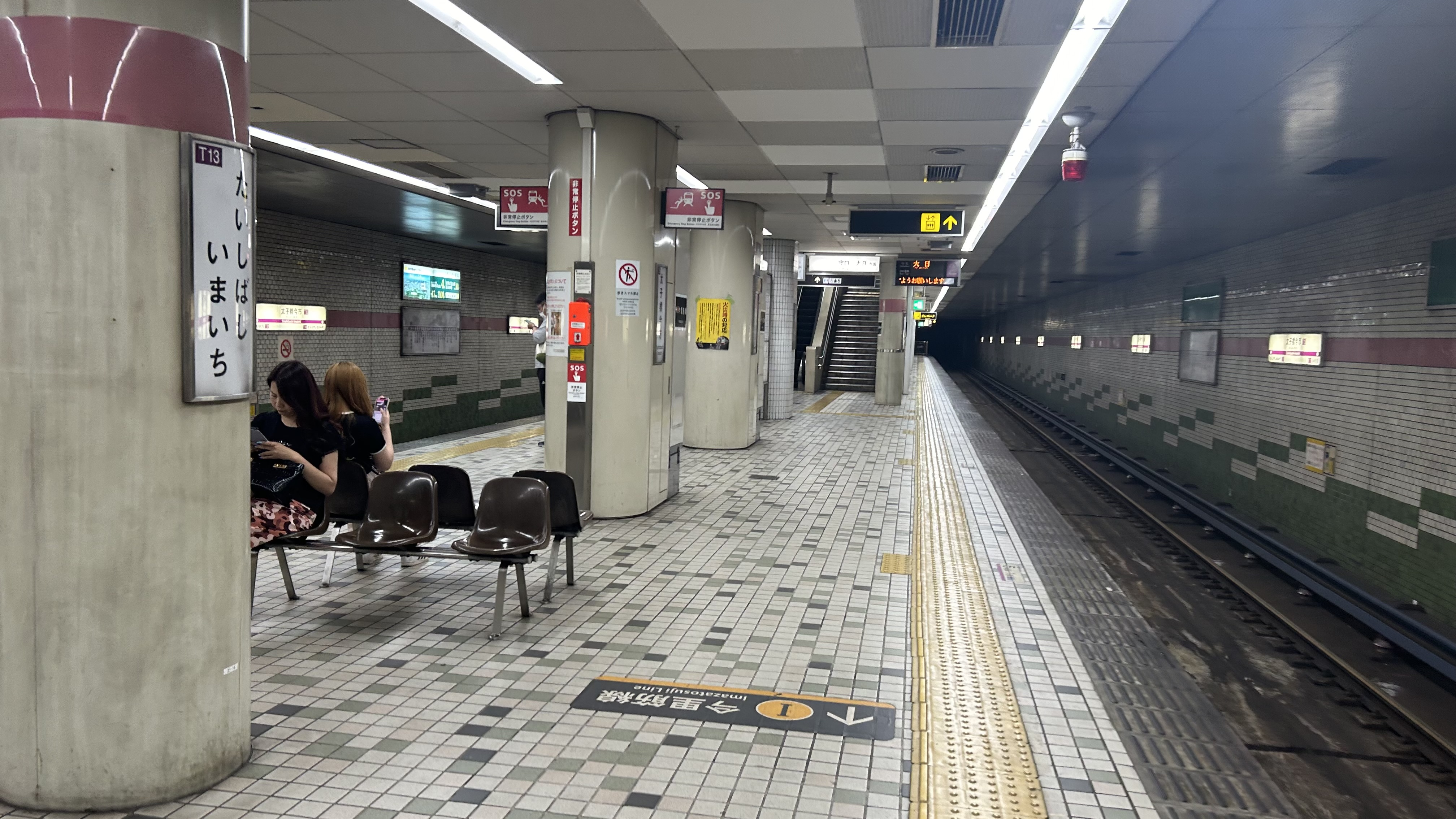
月台(2024年5月)

本站為島式月台2面4線的地下車站。車站大廳位於地下一樓，地下二樓則是月台。

### 月台配置

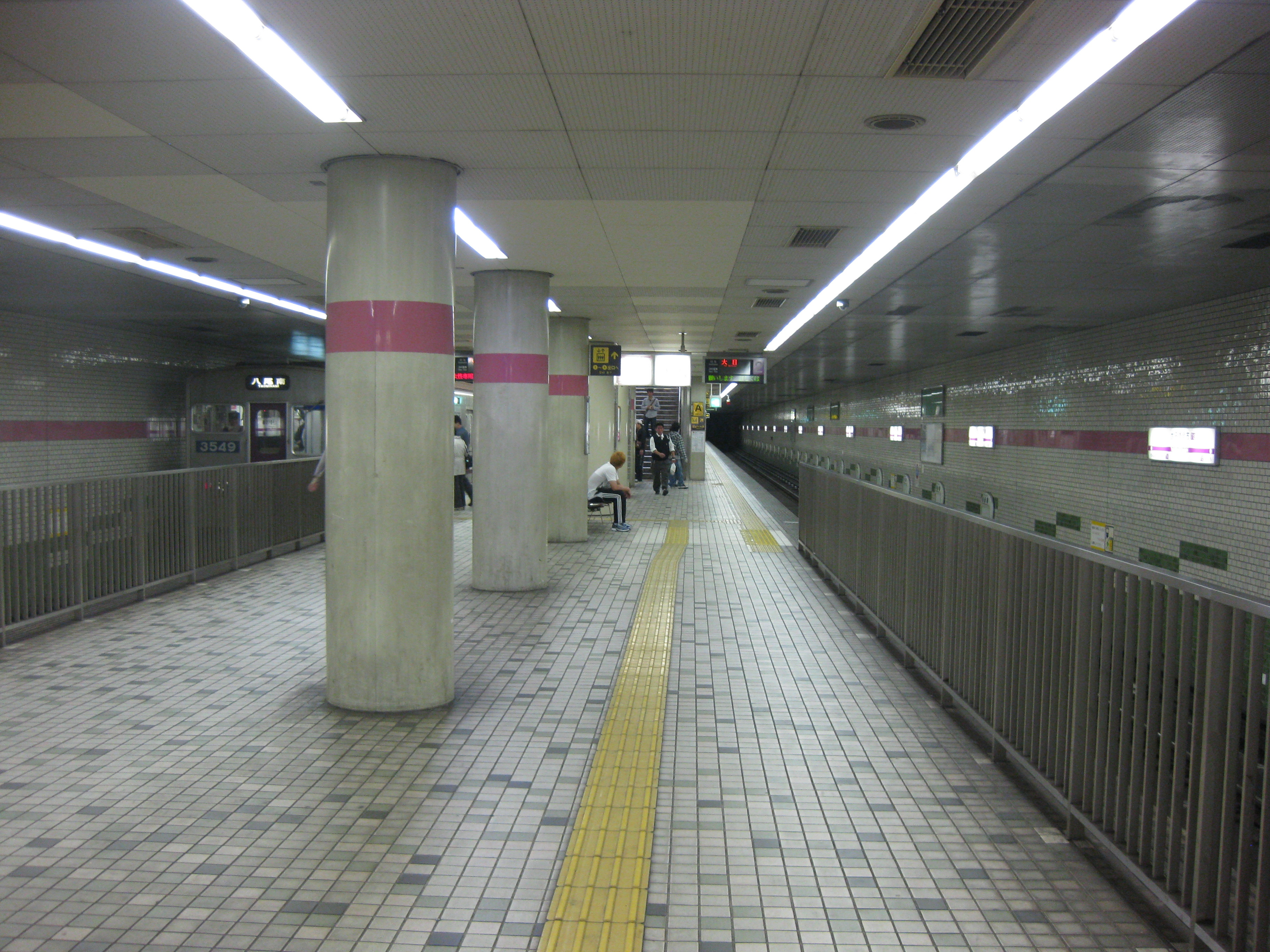
谷町線月台
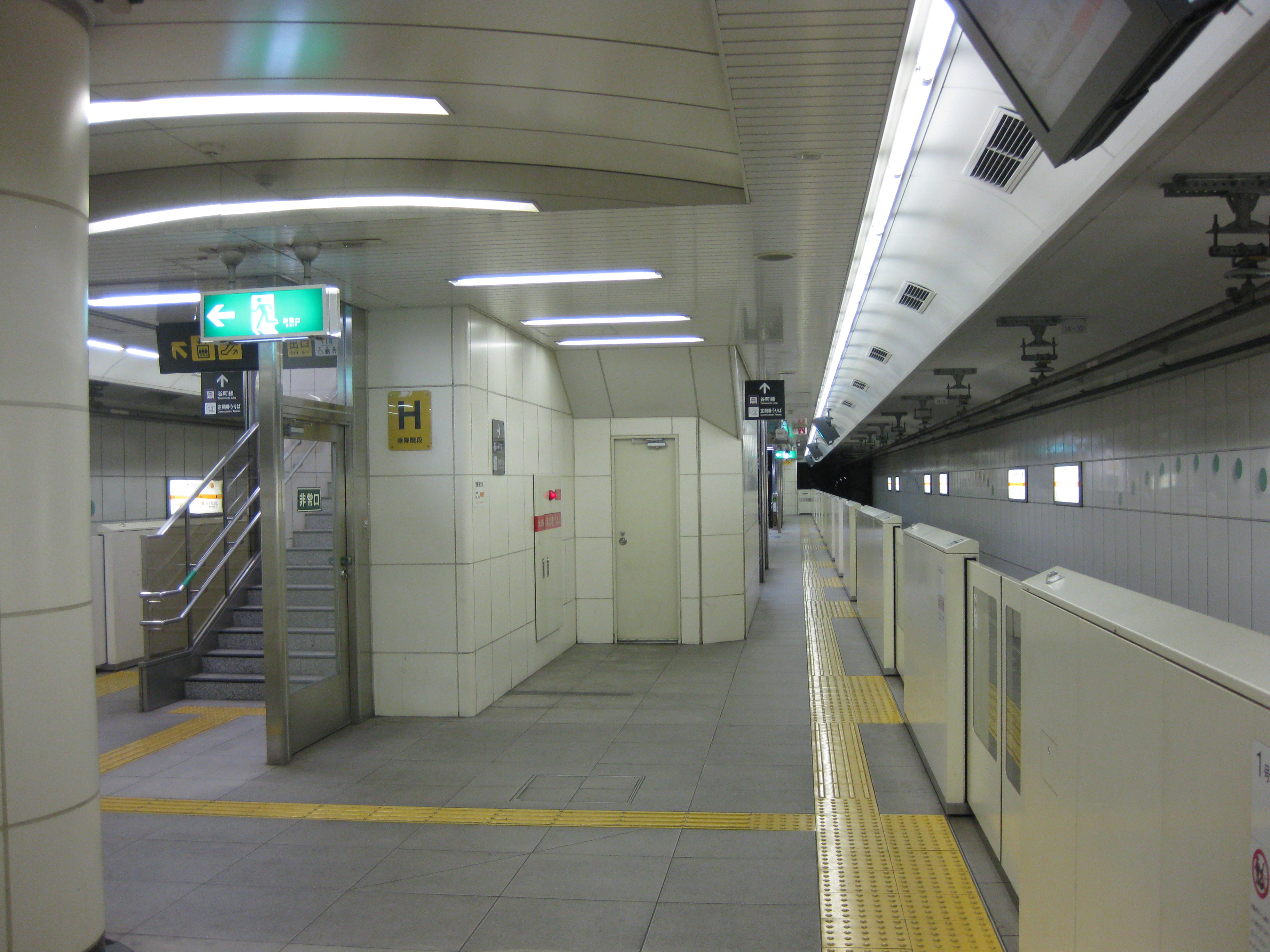
今里筋線月台

| 月台         | 路線       | 目的地                                 |            |
| 谷町線月台   | 谷町線月台 | 谷町線月台                             | 谷町線月台 |
| ------------ | ---------- | -------------------------------------- | ---------- |
| 1            | 谷町線     | 東梅田、谷町田丁目、天王寺、八尾南方向 |            |
| 2            | 谷町線     | 大日方向                               |            |
| 今里筋線月台 |            |                                        |            |
| 1            | 今里筋線   | 蒲生四丁目、綠橋、今里方向             |            |
| 2            | 今里筋線   | 井高野方向                             |            |

- 谷町線月台
- 今里筋線月台

## 利用狀況
2018年11月13日1日上下車人次為12,650人（上車人次6,456人，下車人次：6,194人）。。
| 年度   | 調查日   | 上車人次 | 下車人次 | 上下車人次 |
| ------ | -------- | -------- | -------- | ---------- |
| 1985年 | 11月12日 | 5,006    | 4,951    | 9,957      |
| 1987年 | 11月10日 | 5,215    | 5,043    | 10,258     |
| 1990年 | 11月06日 | 5,403    | 5,208    | 10,611     |
| 1995年 | 2月15日  | 4,713    | 5,284    | 9,997      |
| 1998年 | 11月10日 | 5,032    | 4,844    | 9,876      |
| 2007年 | 11月13日 | 5,367    | 5,246    | 10,613     |
| 2008年 | 11月11日 | 5,666    | 5,579    | 11,245     |
| 2009年 | 11月10日 | 5,819    | 5,566    | 11,385     |
| 2010年 | 11月09日 | 5,815    | 5,534    | 11,349     |
| 2011年 | 11月08日 | 5,990    | 5,770    | 11,760     |
| 2012年 | 11月13日 | 6,169    | 5,929    | 12,098     |
| 2013年 | 11月19日 | 6,229    | 5,882    | 12,111     |
| 2014年 | 11月11日 | 6,193    | 6,080    | 12,273     |
| 2015年 | 11月17日 | 6,759    | 6,354    | 13,113     |
| 2016年 | 11月08日 | 6,536    | 6,237    | 12,773     |
| 2017年 | 11月14日 | 6,913    | 6,584    | 13,497     |
| 2018年 | 11月13日 | 6,456    | 6,194    | 12,650     |

## 車站周邊

### 學校
- 大阪工業大學
- 常翔学園中学校、高等学校（日语：常翔学園中学校・高等学校）
- 大阪市立今市中学校（日语：大阪市立今市中学校）
- 大阪市立大宮小学校（日语：大阪市立大宮小学校）
- 大阪市立太子橋小学校（日语：大阪市立太子橋小学校）
- 大阪府立思齐支援学校（日语：大阪府立思斉支援学校）
- 守口市立瀧井小学校（日语：守口市立滝井小学校）
- 大阪国際瀧井高等学校（日语：大阪国際滝井高等学校）

### 金融机构
- 旭今市太子橋郵便局
- 守口土居郵便局
- 大阪市信用金库（日语：大阪シティ信用金庫）守口支店
- 里索那銀行守口支店
- 三井住友銀行守口支店

### 公共施設
- 关西医科大学（日语：関西医科大学）附属病院

### 商業施設
- 旭通商店街
- 土居商店街
- 京阪太子橋广场
  - 古本市場（日语：古本市場）京阪本通店
- 京阪商店街
- 京阪中通商店街
- 東通商店街
- 今市商店街

## 相鄰車站
大阪市高速電氣軌道（大阪地下鐵）
 谷町線
守口（T12）－太子橋今市（T13）－千林大宮（T14）
 今里筋線
大桐豐里（I13）－太子橋今市（I14）－清水（I15）

## 外部連結
- 車站Guide：太子橋今市（谷町線） - Osaka Metro
- 車站Guide：太子橋今市（今里筋線） - Osaka Metro